# Hyundai i10
Hyundai i10 er en mikrobil fra den sydkoreanske bilfabrikant Hyundai. Modellen blev præsenteret i New Delhi den 6. november 2007 som efterfølger for Hyundai Atos og kom på markedet i 2008. Den første generation af i10 var den første Hyundai-model, som blev præsenteret og bygget i Indien, og fulgte den nye navngivningsmetode, som begyndte med den større i30. Den anden generation produceres i Tyrkiet. I fabrikantens modelprogram ligger modellen nederst, under i20.

## Første generation (type PA, 2008-2013)
Den første generation af i10 blev præsenteret den 6. november 2007 i New Delhi som efterfølger for Hyundai Atos.
I foråret 2011 kom der en faceliftet model med ændret optik og optimerede motorer.
I Mexico blev modellen solgt under navnet i10 by Dodge gennem Dodge-forhandlernettet, men med Hyundai-logoer.
- Bagfra
- Interiør

### Motorer
Benzinmotorprogrammet omfattede i starten den modificerede 1,1-liters benzinmotor med 49 kW (67 hk) og et drejningsmoment på 98 Nm fra Atos. Denne motor gav bilen en topfart på 151 km/t og et brændstofforbrug på 5,0 liter pr. 100 km samt et CO2-udslip på 119 g/km. Denne motor kunne udover den standardmonterede femtrins, manuelle gearkasse også leveres med firetrins automatgear. Derudover fandtes der en 1,1-liters trecylindret commonrail-dieselmotor med 55 kW (75 hk), som gav bilen en topfart på 165 km/t. Brændstofforbruget lå på 4,3 liter pr. 100 km og CO2-udslippet på 114 g/km.
I oktober 2008 blev motorprogrammet udvidet med en nyudviklet 1,25-liters benzinmotor med 57 kW (78 hk), som ved samme brændstofforbrug gav betydeligt bedre præstationer. Den nye motor havde fire i stedet for tre ventiler pr. cylinder, taktkæde i stedet for tandrem, en lettere motorblok og en ny motorstyring.
Til slutningen af 2010 var en 1,0-liters udgave af denne motor planlagt som sparemodel i10 blue, men det blev ikke til noget.
På Frankfurt Motor Show 2011 præsenterede Hyundai serieversionen af i10-elbilen Blue On, som var udstyret med en lithium-polymer-akkumulator med en kapacitet på 16,4 kWh, som skulle give bilen en rækkevidde på 140 km. Elmotoren ydede 61 kW (83 hk) og havde et drejningsmoment på 210 Nm. Præstationerne skulle ifølge fabrikanten være en tophastighed på 130 km/t og en accelerationstid fra 0 til 100 km/t på 13,1 sek.

#### Tekniske data
|                                                | 1,0                 | 1,1                   | 1,2                 | 1,2                             | 1,1 CRDi                  |
| Byggeperiode                                   | 2/2011−10/2013      | 3/2008−12/2010        | 3/2008−12/2010      | 2/2011−10/2013                  | 3/2008−1/2010             |
| Motordata                                      |                     |                       |                     |                                 |                           |
| Motortype                                      | R3-benzinmotor      | R4-benzinmotor        | R4-benzinmotor      | R4-benzinmotor                  | R3-dieselmotor            |
| Antal ventiler pr. cylinder                    | 4                   | 3                     | 4                   | 4                               | 4                         |
| Ventilstyring                                  | OHC, tandrem        | OHC, tandrem          | DOHC, kæde          | DOHC, kæde                      | DOHC, tandrem             |
| Fødesystem                                     | Multipoint          | Multipoint            | Multipoint          | Multipoint                      | Commonrail                |
| Trykladning                                    | –                   | –                     | –                   | –                               | Turbolader, ladeluftkøler |
| Køling                                         | Vandkøling          | Vandkøling            | Vandkøling          | Vandkøling                      | Vandkøling                |
| Boring × slaglængde                            | 71,0 × 84,0 mm      | 67,0 × 77,0 mm        | 71,0 × 78,8 mm      | 71,0 × 78,8 mm                  | 75,0 × 84,5 mm            |
| Slagvolume                                     | 998 cm³             | 1086 cm³              | 1248 cm³            | 1248 cm³                        | 1120 cm³                  |
| Kompressionsforhold                            | 10,5:1              | 10,1:1                | 10,5:1              | 10,5:1                          | 17,8:1                    |
| Maks. effekt ved omdr./min.                    | 51 kW (69 hk) /6200 | 49 kW (67 hk) /5500   | 57 kW (78 hk) /6000 | 63 kW (85 hk) /6000             | 55 kW (75 hk) /4000       |
| Maks. drejningsmoment ved omdr./min.           | 95 Nm /3500         | 97 Nm /2800           | 118 Nm /4000        | 121 Nm /4000                    | 153 Nm /1900−2750         |
| Kraftoverførsel                                |                     |                       |                     |                                 |                           |
| Drivende hjul                                  | Forhjul             | Forhjul               | Forhjul             | Forhjul                         | Forhjul                   |
| Gearkasse (standardudstyr)                     | 5-trins manuel      | 5-trins manuel        | 5-trins manuel      | 5-trins manuel                  | 5-trins manuel            |
| Gearkasse (ekstraudstyr)                       | –                   | 4-trins automatisk    | –                   | 4-trins automatisk              | –                         |
| Præstationer1                                  |                     |                       |                     |                                 |                           |
| Topfart                                        | 149 km/t            | 151 km/t (142 km/t)   | 165 km/t            | 169 km/t (160 km/t)             | 165 km/t                  |
| Acceleration 0-100 km/t                        | 14,8 sek.           | 15,6 sek. (18,5 sek.) | 12,8 sek.           | 12,2 sek. (13,8 sek.)           | 15,5 sek.                 |
| Brændstofforbrug pr. 100 km ved blandet kørsel | 5,0 liter Blyfri 95 | 5,2 liter Blyfri 95   | 6,3 liter Blyfri 95 | 5,9 liter (6,8 liter) Blyfri 95 | 4,3 liter Diesel          |
| CO2-udslip ved blandet kørsel                  | 99 g/km             | 124 g/km              | 119 g/km            | 114 g/km (129 g/km)             | 114 g/km                  |

### Facelift
I foråret 2011 blev i10 optisk modificeret med bl.a. større lygter og modificerede kofangere. Samtidig blev motorerne også optimeret, så 1,1'eren blev afløst af en trecylindret 1,0'er med 51 kW (69 hk) og et forbrug på 5,0 l/100 km (110 g/km CO2) og 1,2'eren nu ydede 63 kW (86 hk) ved 5,9 l (114 g/km CO2). Den i denne klasse usædvanlige dieselmotor udgik derimod. I kabinen blev basisudstyret udvidet med nye instrumenter, el-ruder foran og nyt indtræk.
- Hyundai i10 (2011–2013)
- Bagfra

### Udstyr
Basismodellen Classic havde som standard cd/mp3-radio med AUX-stik (til 2011), ABS med bremsekraftfordeling og airbags til fører og forsædepassager. Også selestrammere, fremklappeligt bagsæde og servostyring hørte til standardudstyret, dog ikke intervalviskere. Den dyrere Style-model havde derudover centrallåsesystem med fjernbetjening, el-ruder foran og bagi samt sideairbags foran. Mod merpris kunne modellen også leveres med soltag, hækspoiler og betjeningselementer i læder. Interiøret i Style passede til lakken med accenter i rød, blå eller sølv, mens det i Classic var sort og gråt. Modellen fandtes i ti forskellige udvendige farver.
Kort efter introduktionen introducerede Hyundai udstyrsvarianten Classic E, som i modsætning til Classic havde mindre hjul, hvilket nedsatte brændstofforbruget til 5,0 liter og CO2-udslippet til 119 g/km.
Ligesom forgængeren havde bilen fem døre. Bagagerummet kunne rumme 225 liter (Atos: 263 liter) og kunne udvides ved at klappe det asymmetrisk delte bagsæde frem.

## Anden generation (2013-)
På Frankfurt Motor Show 2013 blev der præsenteret en ny modelgeneration af i10, inden salget startede i november måned samme år. Modellen voksede i såvel længden (+ 80 mm) som bredden (+ 65 mm), men blev dog fladere (- 50 mm) og også lettere. Bilen produceres ikke længere i Indien, men derimod i Tyrkiet. Bagagerummet voksede fra 225 til 252 liter.
Motorerne er modificerede versioner af de sidste motorer fra forgængeren.

### Tekniske data
|                                                | 1,0                             | 1,0 blue            | 1,0 LPG             | 1,2                             |
| Byggeperiode                                   | 11/2013−                        | 11/2013−            | 11/2013−            | 11/2013−                        |
| Motordata                                      |                                 |                     |                     |                                 |
| Motortype                                      | R3-benzinmotor                  | R3-benzinmotor      | R3-benzinmotor      | R4-benzinmotor                  |
| Antal ventiler pr. cylinder                    | 4                               | 4                   | 4                   | 4                               |
| Ventilstyring                                  | DOHC, kæde                      | DOHC, kæde          | DOHC, kæde          | DOHC, kæde                      |
| Fødesystem                                     | Multipoint                      | Multipoint          | Multipoint          | Multipoint                      |
| Trykladning                                    | –                               | –                   | –                   | –                               |
| Køling                                         | Vandkøling                      | Vandkøling          | Vandkøling          | Vandkøling                      |
| Boring × slaglængde                            | 71,0 × 84,0 mm                  | 71,0 × 84,0 mm      | 71,0 × 84,0 mm      | 71,0 × 78,8 mm                  |
| Slagvolume                                     | 998 cm³                         | 998 cm³             | 998 cm³             | 1248 cm³                        |
| Kompressionsforhold                            | 10,5:1                          | 10,5:1              | 10,5:1              | 10,5:1                          |
| Maks. effekt ved omdr./min.                    | 49 kW (67 hk) /5500             | 49 kW (67 hk) /5500 | 49 kW (67 hk) /5500 | 64 kW (87 hk) /6000             |
| Maks. drejningsmoment ved omdr./min.           | 94 Nm /3500                     | 94 Nm /3500         | 94 Nm /3500         | 120 Nm /4000                    |
| Kraftoverførsel                                |                                 |                     |                     |                                 |
| Drivende hjul                                  | Forhjul                         | Forhjul             | Forhjul             | Forhjul                         |
| Gearkasse (standardudstyr)                     | 5-trins manuel                  | 5-trins manuel      | 5-trins manuel      | 5-trins manuel                  |
| Gearkasse (ekstraudstyr)                       | 4-trins automatisk              | –                   | –                   | 4-trins automatisk              |
| Præstationer1                                  |                                 |                     |                     |                                 |
| Topfart                                        | 155 km/t (145 km/t)             | 155 km/t            | 150 km/t            | 171 km/t (163 km/t)             |
| Acceleration 0-100 km/t                        | 14,9 sek. (16,8 sek.)           | 15,1 sek.           | 15,2 sek.           | 12,3 sek. (13,8 sek.)           |
| Brændstofforbrug pr. 100 km ved blandet kørsel | 4,7 liter (6,0 liter) Blyfri 95 | 4,3 liter Blyfri 95 | 6,5 liter Autogas   | 4,9 liter (6,2 liter) Blyfri 95 |
| CO2-udslip ved blandet kørsel                  | 108 g/km (137 g/km)             | 98 g/km             | 137 g/km            | 114 g/km (142 g/km)             |